# Gebarencafé
Een gebarencafé is een ontmoetingsplaats voor doven, gebarentolken en gebarentaalgebruikers. De voertaal is Nederlandse Gebarentaal. Er zijn doofvriendelijke voorzieningen aanwezig.

## Ontstaan van gebarencafé
In 1999 werd het eerste gebarencafé opgericht in Ede. De initiatiefnemer was De Gelderhorst. Steeds meer doven en gebarentaalgebruikers kwamen elkaar maandelijks of wekelijks tegen in het café. Begin 21e eeuw ontstonden er gebarencafés in Nijmegen, Zoetermeer, 's-Hertogenbosch, Sittard, Zutphen, Utrecht, Heerhugowaard, Leeuwarden en Amsterdam.